# Rebeca Quintáns
Rebeca Quintáns López (Arzúa, La Coruña, 1964) es una periodista, escritora de investigación y profesora española de ideología comunista y republicana.

## Biografía
Rebeca Quintáns es licenciada en Filología Hispánica por la Universidad de Santiago de Compostela. Se doctoró en Periodismo por la Universidad Complutense de Madrid con una tesis sobre el análisis del discurso de Juan Carlos I.
Su primer libro, Un rey golpe a golpe, se publicó en la editorial Ardi Beltza bajo el pseudónimo de Patricia Sverlo por motivos de seguridad. Fue una continuación de la investigación realizada en su tesis doctoral, tras advertir que «había tanto contraste entre la verdad de la figura de Juan Carlos y la imagen creada en los medios de comunicación durante la Transición que estaba deseando contar todo eso».
Como periodista ha escrito en diversos medios tanto convencionales (Interviú, Tiempo, El Semanal o El Correo Gallego entre otros) como alternativos (Ardi Beltza, Kale Gorria, El Otro País, No a la Guerra o Diagonal). También es profesora de Enseñanza Secundaria y ha trabajado como profesora asociada para la Facultad de Ciencias de la Información de la Universidad Complutense de Madrid.
En 2016 publicó Juan Carlos I: la biografía sin silencios, una ampliación actualizada de su tesis sobre la trayectoria del rey emérito en la que repasa diferentes aspectos de su vida no tratados por los medios convencionales.

## Libros
- Sverlo, Patricia (2000). Un rey golpe a golpe. Bilbao: Arakatzen. ISBN 978-84-95659-10-1.
- Quintáns, Rebeca (2016). Juan Carlos I: la biografía sin silencios. Madrid: Akal. ISBN 978-84-460-4279-2.
- Sánchez Díaz, Andrés; Quintáns, Rebeca (2000). Gran Hermano: el precio de la dignidad. Bilbao: Arakatzen. ISBN 978-84-931197-5-1.